# Synagoge (Ziębice)

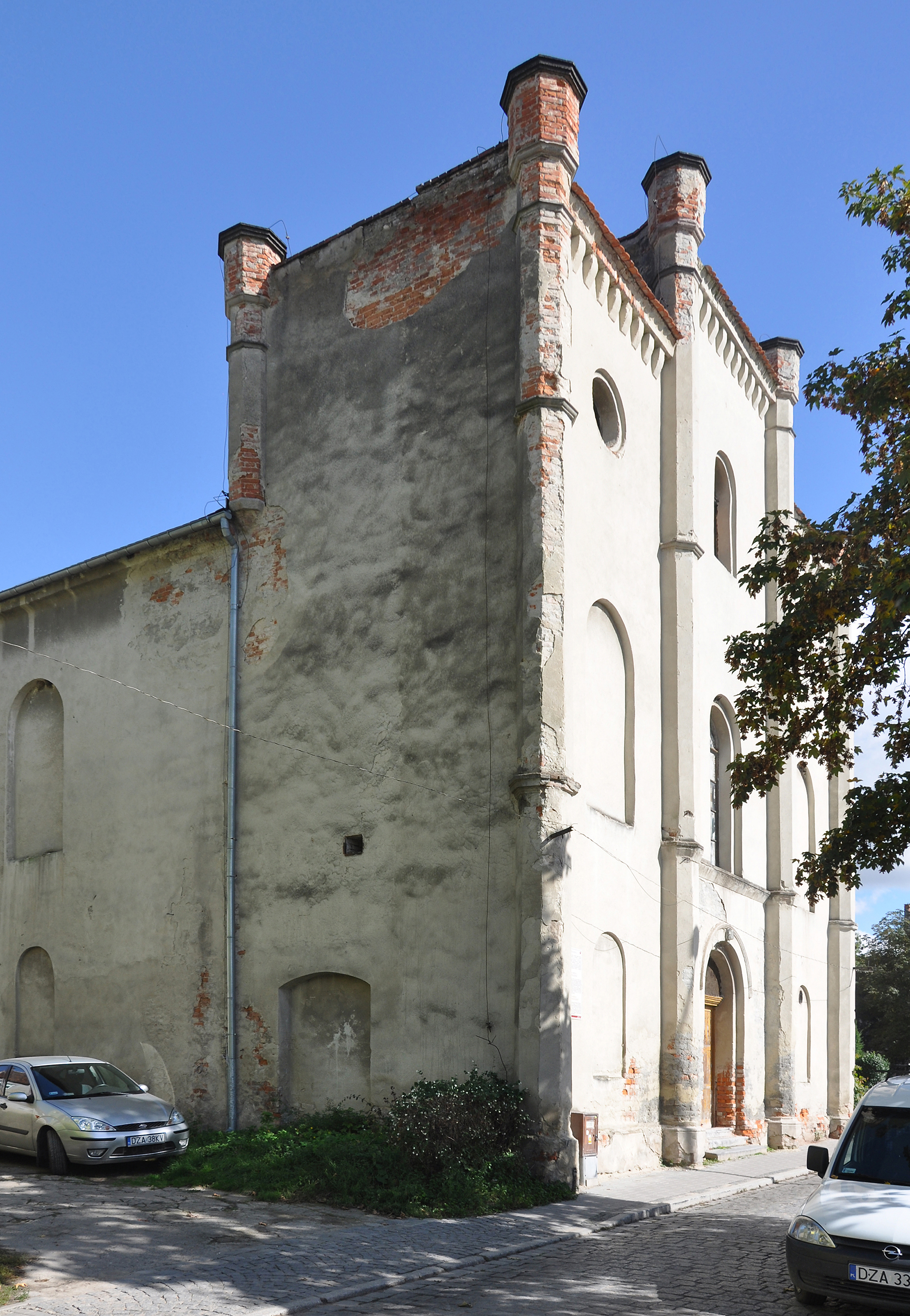
Ziębice, Synagoge

Die ehemalige Synagoge ist ein ehemaliges jüdisches Gebetshaus in der schlesischen Stadt Ziębice (deutsch Münsterberg). Es steht in der südlichen Altstadt an der ul. Wąska (bis 1945 Sittigsche Straße). Das Gebäude steht heute leer.

## Geschichte
Der Synagogenbau entstand 1844/45 im Stil der englischen Neugotik nach den Entwürfen des Breslauer Landesbaumeister Tischler.
Zu Beginn des 20. Jahrhunderts nahm die Anzahl von Gemeindemitglieder rasant ab, da ein Großteil der jüdischen Bevölkerung in die Großstädte zog. Ab 1933 wurde der Bau nicht mehr für Gottesdienste genutzt. Daraufhin wurde das Gebäude zu einem Getreidesilo umgebaut.
Nach dem Zweiten Weltkrieg kamen zahlreiche polnische Juden nach Ziębice. 1946 wurde das Gebäude wieder in Betrieb genommen. Mit dem Wegzug der jüdischen Bevölkerung in den folgenden Jahrzehnten wurde die Synagoge ab den 1960er Jahren nicht mehr genutzt und steht bis heute leer.
1991 wurde der Synagogenbau unter Denkmalschutz gestellt.

## Architektur
Das auf rechteckigen Grundriss erbaute Gebäude entstand im Stil der englischen Neogotik. Die südliche Hauptfassade besitzt ein erhöhtes Frontteil mit einem höheren Mittelrisalit und zwei kleineren Türmen. Im Inneren befindet sich eine hölzerne Empore sowie eine Flachdecke mit Kreuzblumen. In der Synagoge befinden sich heute noch zwei teils beschädigte Marmorplatten zur Erinnerung an Bertha und Julius Schottländer.